# Diego Lerman
Diego Lerman (Buenos Aires, 24 marzo 1976) è un produttore cinematografico, regista cinematografico e sceneggiatore argentino.
Egli lavora principalmente per il cinema argentino.

## Filmografia

### Regista
- La prueba (1999) - cortometraggio
- All'improvviso (Tan de repente) (2002)
- La guerra de los gimnasios (2005) - cortometraggio
- Mientras tanto (2006)
- La mirada invisible (2010)
- Refugiado (2014)
- Una especie de familia (2017)
- Il supplente (El suplente) (2022)
- L'uomo che amava gli UFO (El hombre que amaba los platos voladores) (2024)